# Cidariplura perfusca
Cidariplura perfusca är en fjärilsart som beskrevs av Swinhoe 1895. Cidariplura perfusca ingår i släktet Cidariplura och familjen nattflyn. Inga underarter finns listade i Catalogue of Life.